# Pierre Gaudermen

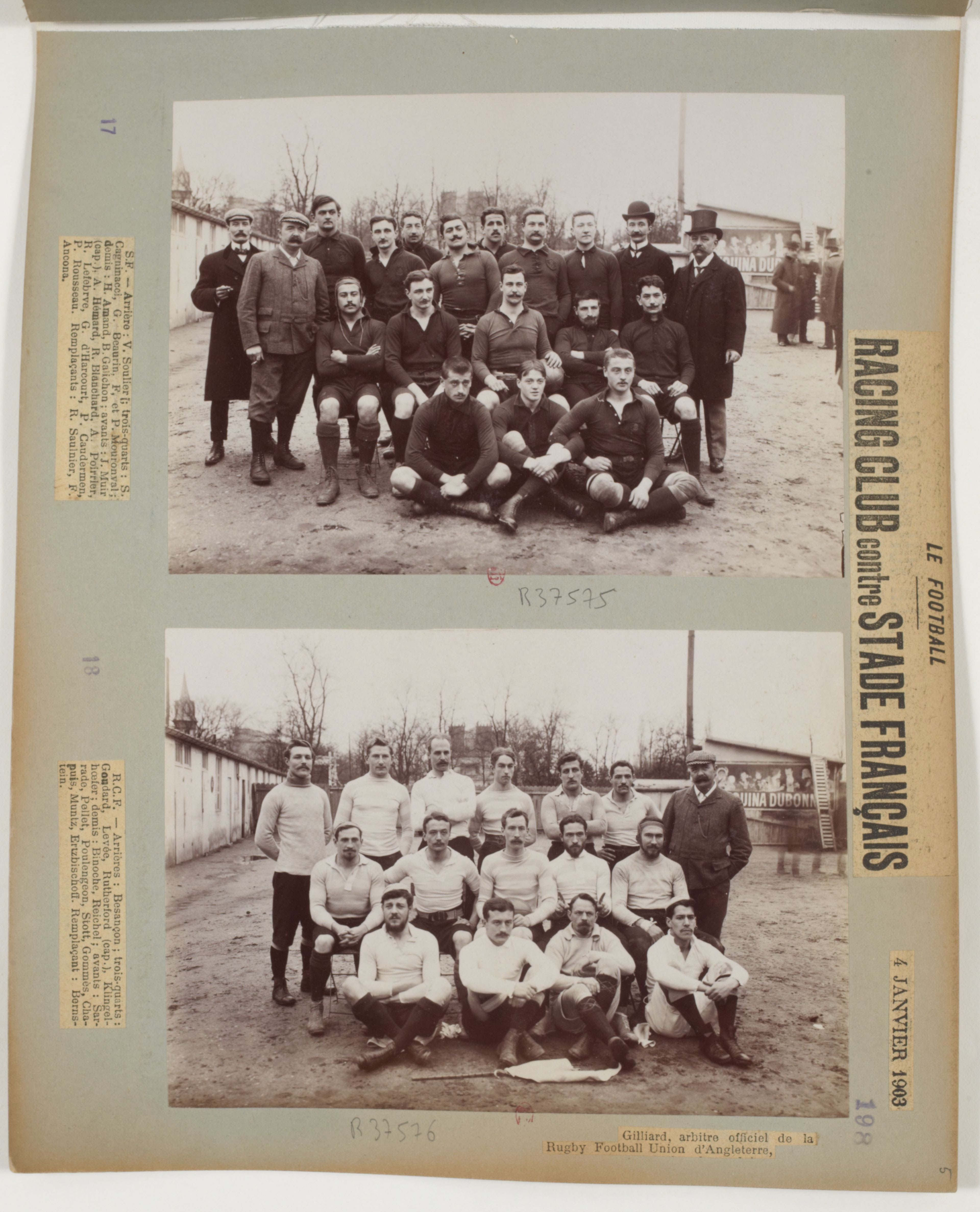
Les finalistes du championnat de France de rugby 1903 (Gaudermen 7e en haut en partant de g.).

Pierre Gustave Gaudermen (dit Piégo, parfois orthographié Gauderman, ou Gaudermann), né le 20 octobre 1882 à Paris 12e et mort le 18 décembre 1948 dans la capitale (17e arrondissement), de 1,78 m, est un sportif éclectique français, notamment joueur de rugby à XV au Stade français, puis au Racing club de France, au poste de troisième ligne centre. Il fut un as de l'aviation durant la Première Guerre mondiale de 1915 à 1918, abattant neuf appareils ennemis (dont cinq officiellement). 
Après le conflit, il obtint d'importantes responsabilités au sein de la Fédération française de rugby, et s'adonna à quelques compétitions automobiles.
Il donna ainsi par la suite son nom à la compétition de catégorie cadet première année en rugby (joueurs de moins de 15 ans) la plus relevée en France -le Challenge Pierre Gaudermen-, en raison de la permanence de son grand courage, l'autre catégorie du même niveau en cadet deuxième année (joueurs de moins de 16 ans) étant la catégorie Alamercery (Coupe Pierre Alamercery).
Il exerçait le métier de courtier en vins, tout en ayant des responsabilités de dirigeant au sein du RCF section rugby.

## Palmarès

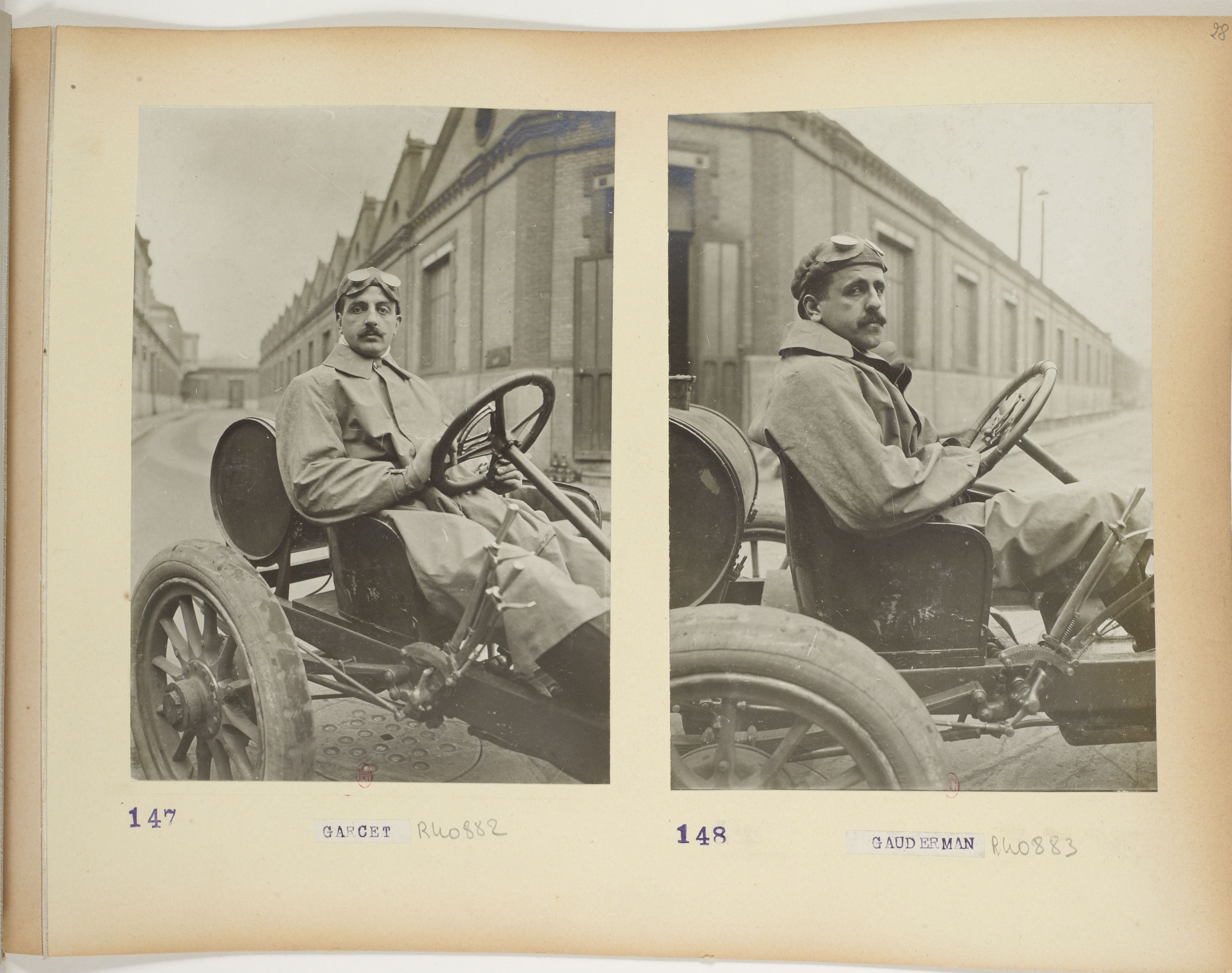
Deux des trois pilotes Clément-Bayard en avril 1907, Pierre Garcet et Richard Gauderman(n) avant leur départ pour la deuxième Targa Florio (respectivement 11e et 19e, Collinet étant 22e).

### Rugby
- 1 sélection en équipe de France A [2], en 1906 (23e international français)
- Champion de France de rugby en 1903 avec le Stade français (et finaliste en 1904)

#### Matchs internationaux
| #  | Date         | Lieu                     | Adversaire | Résultat | Points marqués | Competition |
| -- | ------------ | ------------------------ | ---------- | -------- | -------------- | ----------- |
| 1. | 22 mars 1906 | Parc des Princes (Paris) | Angleterre | 8-35     | 0 point        | Test match  |

### Aviron
- 1 sélection aux Jeux olympiques d'été de 1912
- Champion d'Europe en catégorie « outrigger à quatre », avant-guerre

### Automobile
À 24 ans, il est mécanicien embarqué en lieu et place de l'habituel Vénus lorsqu'Albert Clément se tue en mai 1907 sur la Clément-Bayard 200HP des usines paternelles (trois semaines après que se soit disputée la seconde édition de la Targa Florio, à laquelle Richard a participé). Pierre est simplement blessé durant l'accident.
Entre 1921 et 1925, il court parfois sur voitures de Tourisme Voisin (deuxième du Grand Prix de l'A.C.F. 1924 moins de 1 400 kg derrière André Boillot, et troisième du Circuit des Routes Pavées 1923), puis Steyr (deuxième du Grand Prix de l'A.C.F. tourisme 1925 à Montlhéry, encore derrière A. Boillot).

### Voile
- Membre du 8 m JI (mixte) français aux Jeux olympiques d'été de 1936 (classé neuvième et âgé de 53 ans pour son départ vers Berlin, avec Jacques Arbaut, Henri Bachet, Charles Gaulthier, Ernest Granier et Henri Schelcher)[7].

## Distinctions
- Légion d'honneur à titre militaire;
- Médaille militaire;
- Croix de Guerre.